# Vieremä
Vieremä är en kommun i landskapet Norra Savolax i Finland. Vieremä har 3 490 invånare (2021), på en yta av 973,39 km².
Vieremä är enspråkigt finskt.

## Politik

### Mandatfördelning i Vieremä kommun, valen 1976–2021
| 8 |  | 4 | 12 | 2 |

| 8 |  | 4 | 13 |  |

| 7 |  | 4 | 13 | 2 |

| 6 |  | 4 | 15 |  |

| 7 |  | 2 | 16 |  |

| 7 | 2 | 17 |  |

| 10 | 16 |  |

| 10 | 16 |  |

| 17 | 10 |

| 9 | 17 |  |

| 17 | 10 |

| 6 | 2 | 13 |

| 14 | 7 |

| 5 | 1 | 13 | 1 | 1 |

| 14 | 7 |

| 1 | 5 | 1 | 10 | 2 | 2 |

| 14 | 7 |

## Befolkningsutveckling
| Befolkningsutvecklingen i Vieremä kommun 1975–2020                                                           | Befolkningsutvecklingen i Vieremä kommun 1975–2020 | Befolkningsutvecklingen i Vieremä kommun 1975–2020 | Befolkningsutvecklingen i Vieremä kommun 1975–2020 | Befolkningsutvecklingen i Vieremä kommun 1975–2020 |
| --- | -------------------------------------------------- | -------------------------------------------------- | -------------------------------------------------- | -------------------------------------------------- |
| |                                                    |                                                    |                                                    |                                                    |
| År |                                                    |                                                    | Folkmängd                                          |                                                    |
| 1975 | 1975                                               |                                                    | 5 493                                              |                                                    |
| 1980 | 1980                                               |                                                    | 5 134                                              |                                                    |
| 1985 | 1985                                               |                                                    | 4 960                                              |                                                    |
| 1990 | 1990                                               |                                                    | 4 779                                              |                                                    |
| 1995 | 1995                                               |                                                    | 4 637                                              |                                                    |
| 2000 | 2000                                               |                                                    | 4 361                                              |                                                    |
| 2005 | 2005                                               |                                                    | 4 125                                              |                                                    |
| 2010 | 2010                                               |                                                    | 3 982                                              |                                                    |
| 2015 | 2015                                               |                                                    | 3 757                                              |                                                    |
| 2020 | 2020                                               |                                                    | 3 522                                              |                                                    |
| Anm: Uppgifterna avser förhållandena den 31 december nämnda år enligt områdesindelningen den 1 januari 2022. |                                                    |                                                    |                                                    |                                                    |